# زينة الدين كمالة شاه
السلطان زينة الدين كمالة شاه (توفيت عام 1700) هي الحاكم السابع عشر لآتشيه دار السلام. حكمت من 1688 إلى 1699، وهي السلطانة الرابعة والأخيرة على التوالي.

## خلفية
عندما توفيت السلطانة زاكية الدين عناية شاه في أكتوبر 1688، خلفت السلطانة زينة الدين كمالة شاه على العرش. لا يوجد دليل معاصر حول علاقتها بالسلطانات السابقات. وفقًا لمخطوطة محفوظة في الجامعة الوطنية الماليزية، كانت ابنة الشيخ محمد فضل الله شاه ابن عبد الله فضل، ابن محيي الدين فضل، ابن السلطان سري علم. اختلف النبلاء على اختيارها، فأراد البعض سلطانًا وليس سلطانة. وسار أربعة نبلاء ضد العاصمة بقوات كبيرة. لكن سرعان ما انحسرت المعارضة واعترفوا بالسلطانة.

## فتره حكمها
بعد ما يقرب من ستة عقود من حكم النساء، كان هناك ضغط متزايد على اختيار سلطان رجل. في عام 1696، كانت السلطانة تتمتع رسميًا بسلطات غير محدودة ودعت إلى عقد مجلس النبلاء؛ ومع ذلك، كان عليها أن تنتظر موافقة أغلبية المستشارين. وأصدرت العديد من الفتاوى أن حكم المرأة مخالف لمبادئ الإسلام، على هذا؛ استبدلت السلطانة بسيد عربي وهو بدر العالم شريف هاشم جمال الدين. يُتكهن أحيانًا أنه أصبح زوجها. لكن ذلك غير مؤكد. توفي زين الدين بعد عام واحد، في عام 1700.